# Camerata florentina
La Camerata florentina (en italià Camerata Fiorentina) o Camerata de' Bardi va ser un grup d'humanistes, músics, poetes i intel·lectuals de Florència a finals del Renaixement que estaven units sota el patrocini del comte Giovanni de' Bardi per discutir i guiar les tendències en les arts, especialment en la música i el drama. Els intel·lectuals de l'època a Florència veien que la recuperació de les diferents arts (pintura teatre, arquitectura, escultura) que tenia com a referent i mirall l'art de les èpoques romanes i gregues no havia arribat a la música. Per tant, calia posar les bases i establir criteris per proposar una música diferent.
Es van reunir principalment entre prop de 1573 (la primera reunió de la que se'n té constància va ser el 14 de gener) fins a finals dels anys 80, a casa de Bardi, i les seves reunions tenien la reputació de tenir els homes més famosos de Florència com a hostes freqüents. Els membres més coneguts del grup a part de Bardi (militar, escriptor,i també interessat en l'esport de la seva època - va escriure el reglament del calcio fiorentino precursor del futbol i el rugby), van ser Giulio Caccini (compositor i cantant que va revolucionar la manera d'escriure els madrigals,en la seva obra "Le Nuove Musiche" on passa d'escriure madrigals polifònics típics de l'època a madrigals monòdics. El 1602 va escriure l'òpera l'Euridice) Pietro Strozzi, Emilio de' Cavalieri (compositor i organista, que va produir l'òpera Euridice de Jacopo Peri) Vincenzo Galilei (pare de l'astrònom Galileo Galilei i el gran teòric del canvi cap a la música del barroc. Va escriure entre altres "Dialogo della musica antica i della moderna".), Ottavio Rinuccini (poeta, literat i llibretista d'obres com Dafne, Euridice de Peri, i Il Ballo delle Ingrate de Claudio Monteverdi.
El motiu de la seva associació va ser la creença que la música s'havia corromput, i que mitjançant el retorn a les formes i l'estil de la Grècia Antiga, l'art de la música podria ser millorat, i al mateix temps milloraria la societat. Van estar influïts per Girolamo Mei, el primer erudit del seu temps, que sostenia - entre altres coses - que la tragèdia grega havia estat més predominantment cantada que parlada. El resultat va ser l'efervescència d'una activitat musical totalment diferent de la de fins llavors.
Les crítiques sobre la música contemporània que va fer la Camerata es van centrar en l'abandonament de la polifonia, que perjudicava la intel·ligibilitat del text cantat. Paradoxalment, aquesta va ser la mateixa crítica donada pel Concili de Trent unes dècades abans, encara que els punts de vista d'ambdues no podria ser més diferent. Captivada per les descripcions antigues de l'efecte emocional i moral de la tragèdia i de la comèdia grega antiga, pensaven que havia de ser cantat com una sola línia amb un acompanyament instrumental simple.
L'estil musical que es va desenvolupar a partir d'aquests moments va ser anomenat melodia acompanyada; es va convertir, cap als anys 90, gràcies a les obres de compositors com Peri, treballant conjuntament amb el poeta Rinuccini, en un vehicle capaç d'una àmplia expressió dramàtica. En 1598, Peri i Rinuccini van produir Dafne, un drama sencer cantat en estil monòdic: era la primera creació d'una forma nova anomenada "òpera". Altres compositors els van seguir ràpidament, i per la primera dècada del segle xvii el nou "drama en música" era compost, escenificat i disseminat àmpliament.
El 1590 un mecenes, Jacopo Corsi, també poeta i compositor, contrari a en Bardi va formar una altra "camerata",amb la presència d'en Cavalieri i Peri.
De totes les revolucions en la història de la música, aquesta va ser potser la més acuradament premeditada: és un dels pocs exemples en la història de la música d'abans del segle xx, que la pràctica que precedeix a la teoria, amb un conjunt de texts que exposaven les seves idees.